# Johann Rudolf Meyer (Fabrikant, 1739)

Johann Rudolf Meyer, Bildnis von Joseph Reinhart (um 1790)

Johann Rudolf Meyer Vater (* 25. Februar 1739 in Aarau; † 11. September 1813 in Aarau) war ein Schweizer Seidenbandfabrikant, Philanthrop, Mäzen und Revolutionär. In Aarau kennt man ihn als Vater Meyer. Sein Leben ist von Legenden umwoben: So wurde er weder in seinem angeblichen Geburtshaus an der Halde geboren, noch war er am Bau der Meyerschen Stollen beteiligt, noch gründete er die Kantonsschule. Anderes wurde unter den Teppich gekehrt, etwa der Transfer von Fabrik und Vermögen nach Bayern, die Spannungen mit den Söhnen aus erster Ehe und die Schulden, welche er hinterliess.

## Jugend
Meyers Vater, der ebenfalls Johann Rudolf hiess, war Weissgerber und Ratsherr. Er geriet durch Bürgschaften in finanzielle Bedrängnis. Die Mutter Ursula Müller stammte aus Zofingen. Eine wohlhabende Verwandte finanzierte Meyers Ausbildung. 1752/53 lernte er in Lausanne Französisch. Er arbeitete dann in einer Seidenbandfabrik in Aarau. Schliesslich machte er sich selbständig. Nach einem Wanderjahr, das ihn in die Alpen, nach Hamburg und Berlin sowie an die Ostseeküste führte, heiratete er 1766 die Arzttochter Elisabeth Hagnauer (1741–1781). Aus dieser Ehe gingen sieben Kinder hervor, von denen fünf das Erwachsenenalter erreichten: Susanna Dorothea genannt Suzette verheiratete Hunziker (1767–1838), Johann Rudolf (1768–1825), Hieronymus genannt Jérôme (1769–1844), Johann Heinrich genannt Henri (1774–1809) und Johann Gottlieb (1779–1803).

## Seidenbandfabrikant

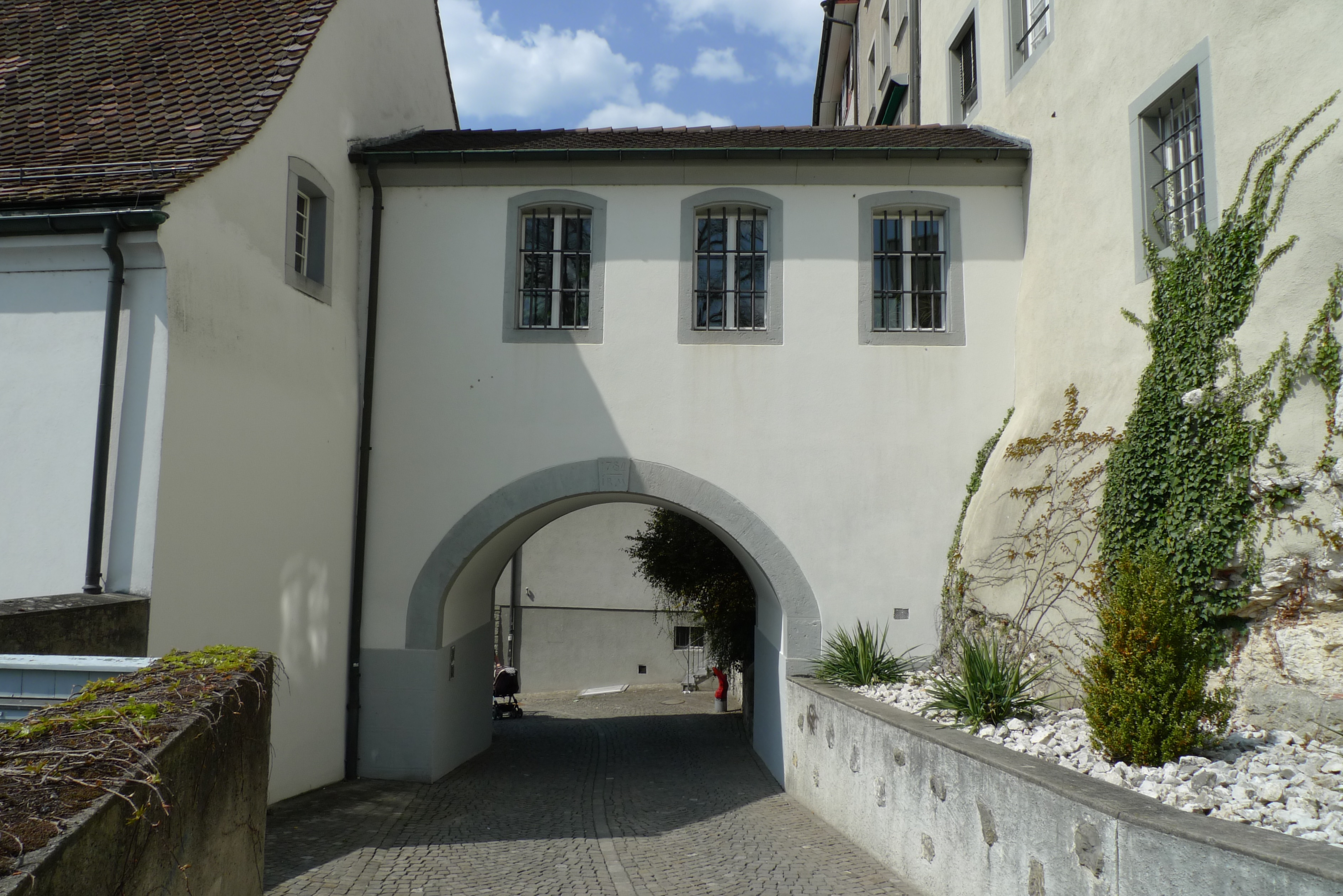
1784 errichtete Communicationslaube zwischen Wohnhaus und zum Bandmagazin umgebauter ehemaliger Klosterkirche.

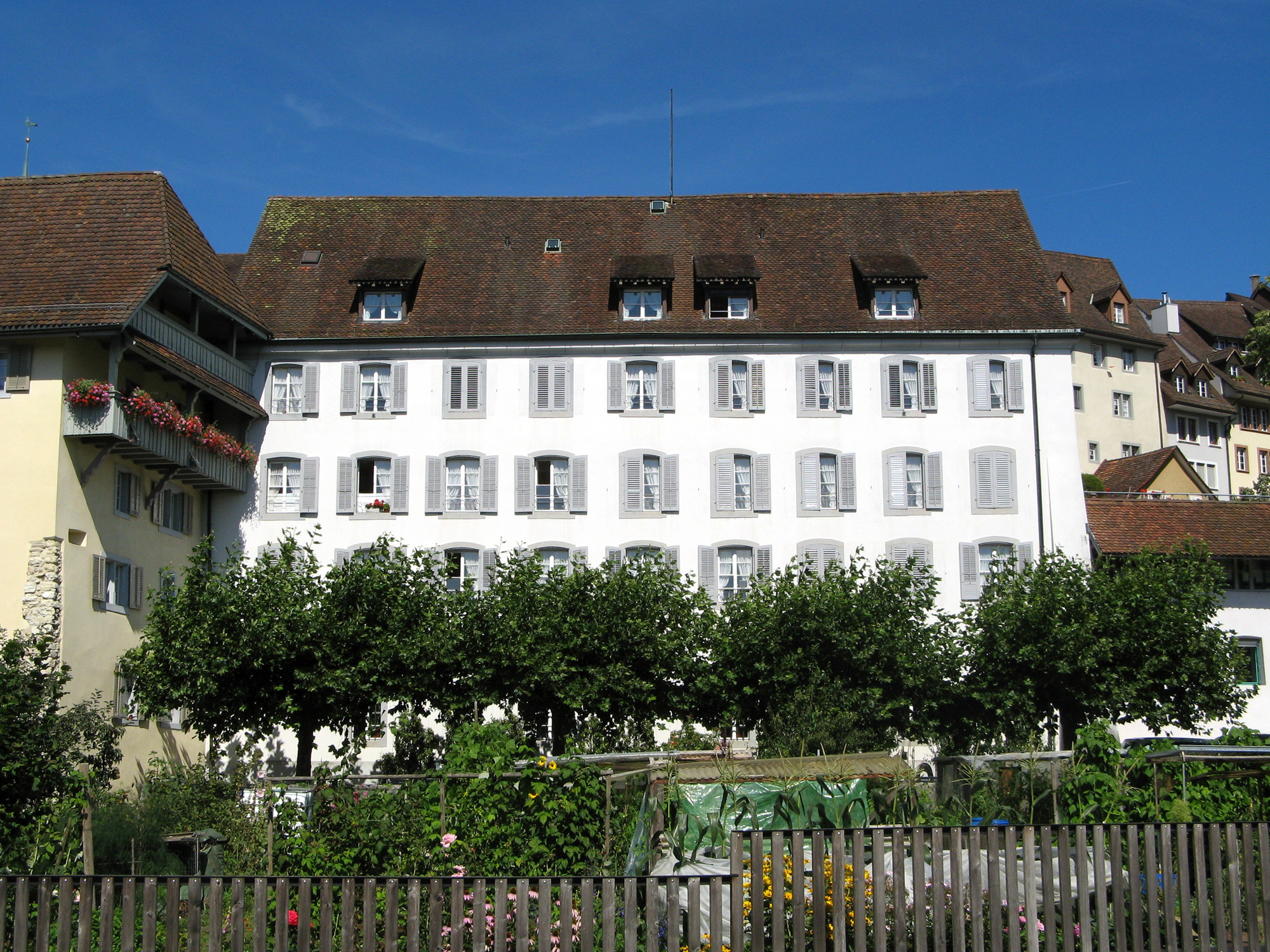
1787 zur Seidenbandfabrik umgebautes ehemaliges Kloster.

1771 konnte Meyer den Betrieb übernehmen, in dem er die Lehre gemacht hatte (Rothpletz & Brutel). Unternehmerische Leistung und günstige Zeitumstände verhalfen ihm ein Vierteljahrhundert lang zu hohen Gewinnen. 1777 kaufte er das Wohnhaus Milchgasse 35. Als Witwer schloss er 1783 eine zweite Ehe mit Marianne Renner (1747–1823) von Nidau. Im gleichen Jahr erwarb er Aaraus ehemaliges Kloster und damaliges Spital (heute Alters- und Pflegeheim Golatti). 1784 baut er die Klosterkirche zum Bandmagazin, 1787 das Klostergebäude zur Fabrik um.
Die Seide wurde aus Norditalien bezogen und in der Innerschweiz gesponnen. In Aarau liess Meyer das Garn färben. Das Weben besorgten Heimarbeiter im Baselbiet. Die fertigen Bänder wurden dann in Aarau appretiert (nachbearbeitet). Meyer beschäftigte Hausierer wie den Vater der Schuhfabrikanten Bally. Am meisten aber verkaufte er auf den Messen von Zurzach und Frankfurt am Main. Am letztgenannten Ort unterhielt er eine Filiale. Am Bau der Meyerschen Stollen und des Meyerhauses durch den gleichnamigen Sohn war Meyer nicht beteiligt.
Mit 45 Jahren gebar seine zweite Frau noch den Sohn Samuel Friedrich genannt Fritz (1793–1881). Die Schriftstellerin Sophie von La Roche, welche damals bei Meyer zu Gast war, schrieb über den „einfachen verdienstvollen Mann“, der durch seine Fabrik über tausend Menschen ernähre: „Nie, gewiß nie, vergesse ich die wenige Stunden, welche ich in diesem Haus zubrachte. (…) dies ist der wahre Patriot. Der Himmel gebe allen Ländern solche Männer!“ Karl Viktor von Bonstetten hatte Meyer zuvor einen „Fabrikanten von Genie und wahren Philosophen“ genannt.
Mit dem Übergreifen der Revolutionskriege auf Süddeutschland (1796) endeten die goldenen Jahre der Firma. 1798 übernahm Johann Rudolf junior deren Leitung. Die ausländischen Handelsplätze, mit denen sie 1802–1804 am häufigsten korrespondierte, waren Mailand, Paris und Augsburg.

## Philanthrop, Mäzen, Revolutionär

Ausschnitt aus dem Atlas suisse von Johann Heinrich Weiss (1796–1802).

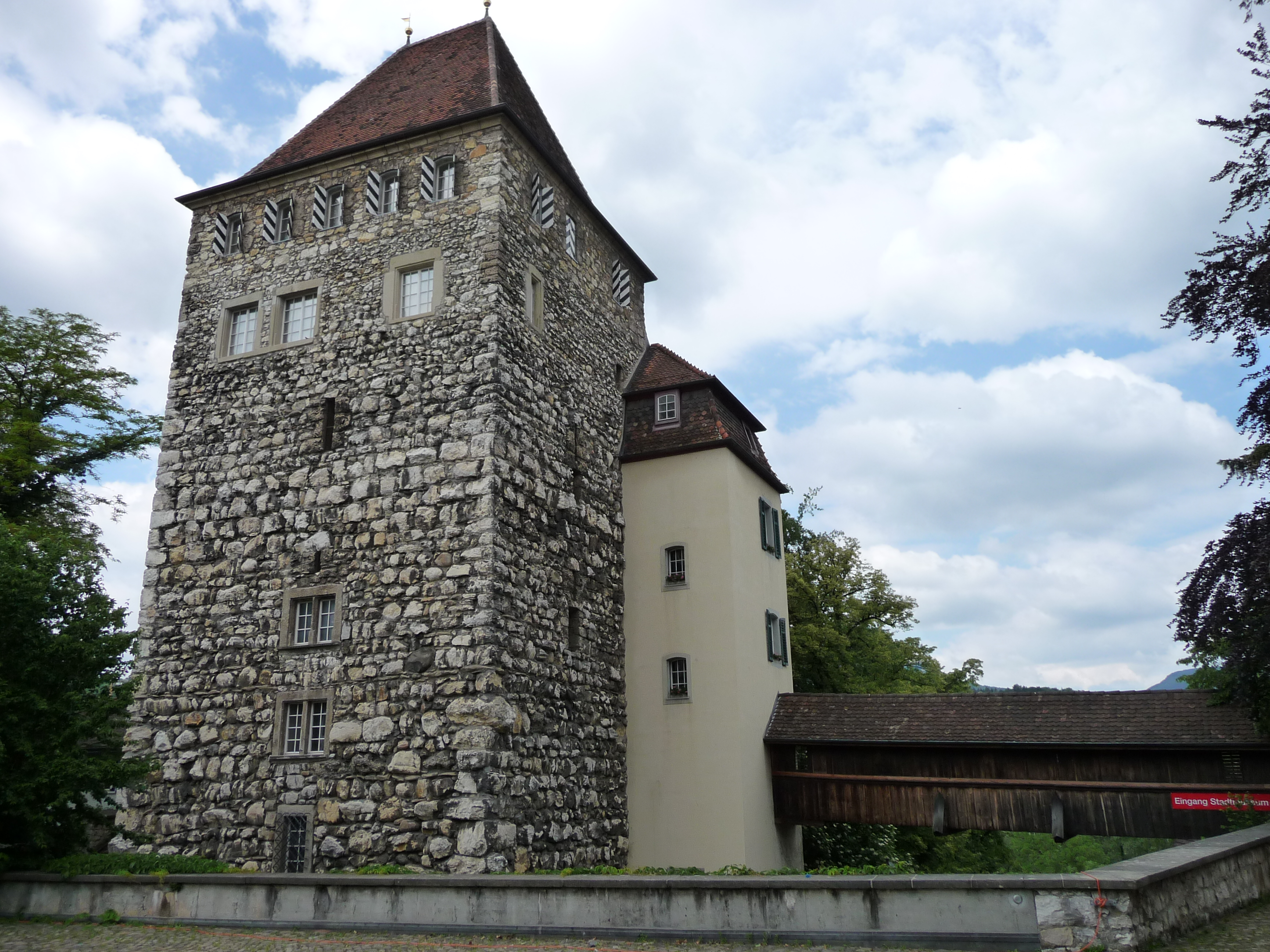
1790 umgebautes Schlössli.

Meyer war tief religiös, doch glaubte er als Deist nicht an die Heiligkeit der Bibel und die Göttlichkeit Jesu. Er soll das Vorbild für den Baumwollen-Meyer im 1785 erschienenen dritten Teil von Pestalozzis Roman Lienhard und Gertrud gewesen sein. Er zeigte sich interessiert, als Jeremias L’Orsa 1785/86 versuchte, einen Unteraargauer Ableger der Gesellschaft zur Beförderung des Guten zu gründen. Die in Zürich domizilierte Organisation stand der Schweizer Illuminatenbewegung nahe, deren Hauptinitiant Pestalozzi war. Auch übernahm Meyer die Schulden des Schriftstellers Johann Kaspar Riesbeck, als der Verfasser der Briefe eines Reisenden Franzosen 1786 in Aarau starb.
Zu Meyers gemeinnützigen Unternehmungen gehörte, dass er Johann Heinrich Weiss aus Strassburg unter Mitwirkung von Joachim Eugen Müller aus Engelberg die Schweizer Alpen aufnehmen liess. Auf der Basis dieser Aufnahmen entstanden ein – in Paris verloren gegangenes – Relief sowie der Atlas suisse (1796–1802). In Meyers Auftrag schuf der Luzerner Maler Joseph Reinhart (1749–1829) realistische Porträts von 140 Schweizer Paaren in ihren Trachten. 1790 erwarb und renovierte Meyer Aaraus ältestes Baudenkmal, das Schlössli. Als er 1792 Präsident der Helvetischen Gesellschaft war, gab er den Anstoss zum späteren Bau des Linthkanals. 
Bis dahin ein treuer Untertan Berns, betrachtete Meyer den Abwehrerfolg der französischen Revolutionsarmee in der Kanonade von Valmy (1792) als Gottesurteil. Dass die regimekritische Helvetische Gesellschaft ab 1795 in Aarau tagte, dürfte seinem Einfluss zuzuschreiben sein. Eine Schmutzkampagne der Ökonomischen Gesellschaft Bern gegen den Atlas suisse erbitterte ihn. 1798 beteiligte sich die Familie Meyer an der Helvetischen Revolution und trug massgeblich dazu bei, dass aus dem bernischen Unteraargau der selbständige Kanton Aargau entstand. Meyer vertrat diesen bis 1800 im Senat der Helvetischen Republik. Er gehörte der radikal demokratischen Partei der Patrioten an. Als die Schweiz 1799 zum Schlachtfeld der Grossmächte wurde, unterstützte er die Opfer der Kämpfe. So nahm er den späteren Gründer der Instrumentenbaufirma Kern als Waisenknaben in sein Haus auf. Er präsidierte den Senat in der für die Helvetische Republik kritischen Zeit nach dem Sieg der Österreicher in der Ersten Schlacht um Zürich und in der letzten Sitzung nach der Auflösung der gesetzgebenden Räte durch die putschenden Republikaner.
Die Gründung der ältesten Kantonsschule der Schweiz (1801/02) wurde von Meyers Sohn Johann Rudolf und von dessen Freund Bergdirektor Johann Samuel Gruner betrieben. Beteiligt daran war auch der Hauslehrer von Meyers Enkeln, der bayerische Pestalozzi-Schüler Andreas Moser (1766–1806). Meyer zeichnete den höchsten Beitrag an die Betriebskosten und hielt die Eröffnungsrede.

## Von Aarau nach Bayern

Für die Schweizer, welche Meyer in aufgehobenen bayerischen Klöstern ansiedelte, gründete er eine protestantische Gemeinde.

1802 veranstaltete Aaraus oberster Pfarrer Johann Jakob Pfleger eine Hetzkampagne gegen Moser, der sich in einem 1800 veröffentlichten Werk offen zum Deismus bekannt hatte. Der Moserhandel und die nachfolgende Konterrevolution gegen die Helvetische Republik (Stecklikrieg) veranlassten Meyer, Fabrik und Vermögen nach Bayern zu transferieren. Dort hatten Anverwandte seiner zweiten Frau, die Freiherren von Schwachheim, Karriere gemacht. Erster Standort der Meyerschen Fabrikkolonie war Schloss Rohrbach (Landkreis Pfaffenhofen an der Ilm), das einem Bekannten der Schwachheim gehörte. 1803 erfolgte der Kauf der nahegelegenen Klöster Geisenfeld und Wolnzach. 1804 wurden diese gegen diejenigen von Polling, Rottenbuch und Steingaden (Landkreis Weilheim-Schongau) vertauscht.
Die Kolonie umfasste gegen 300 Schweizer. Die ersten Auswanderer waren Aargauer und Baselbieter. An deren Stelle traten 1804 Teilnehmer am Aufstand gegen die Herrschaft der Stadt Zürich über den Rest des Kantons (Bockenkrieg). In der Verwaltung der bayerischen Güter wechselten sich Meyers Söhne Hieronymus und Johann Rudolf ab. Meyer selber hielt sich 1805 einige Zeit lang in Rottenbuch auf.

## Spannungen mit den Söhnen aus erster Ehe
Die Fabrik in Bayern gedieh nicht, weil ihr das Basler Seidenbandkartell die Bandweber abwarb. Als sich die Verluste häuften, entzog Meyer 1807 seinem Sohn Johann Rudolf die Verwaltung der bayerischen Güter. Das Schlössli musste er 1808 veräussern. Nachdem Johann Rudolf mit Unterstützung von Hieronymus in Aarau eine neue Fabrik errichtet hatte, verkaufte ihm der Vater 1811 die verbliebenen Aktiva der Firma. Gleichzeitig belehnte er Johann Rudolfs Erbteil Rottenbuch und Steingaden über dessen Wert. Seine ehemalige Fabrik und sein Wohnhaus vertauschte er 1812 gegen den repräsentativeren Alterssitz Pelzgasse 15. Im selben Jahr trat er Polling an Hieronymus ab, der nun definitiv auswanderte und 1814 wegen seiner Verdienste um die bayerische Landwirtschaft in den Adelsstand erhoben wurde.
Meyer starb 1813. Sein jüngstes Kind Fritz kam bei der Erbteilung am besten weg. Johann Rudolf dagegen hatte um der Familienehre willen die hohen Schulden des Vaters zu begleichen. Dadurch geriet er in eine finanzielle Notlage, die ihn schliesslich als Falschmünzer in einem badischen Zuchthaus enden liess. Das Familienunternehmen wurde beim Tod von Meyers Enkels Gottlieb im Jahr 1829 von dessen Associé Friedrich Heinrich Feer übernommen. Dieser Sohn des Brugger Revolutionsführers Jakob Emanuel Feer brachte es zu neuer Blüte.

## Geschönte Biografie

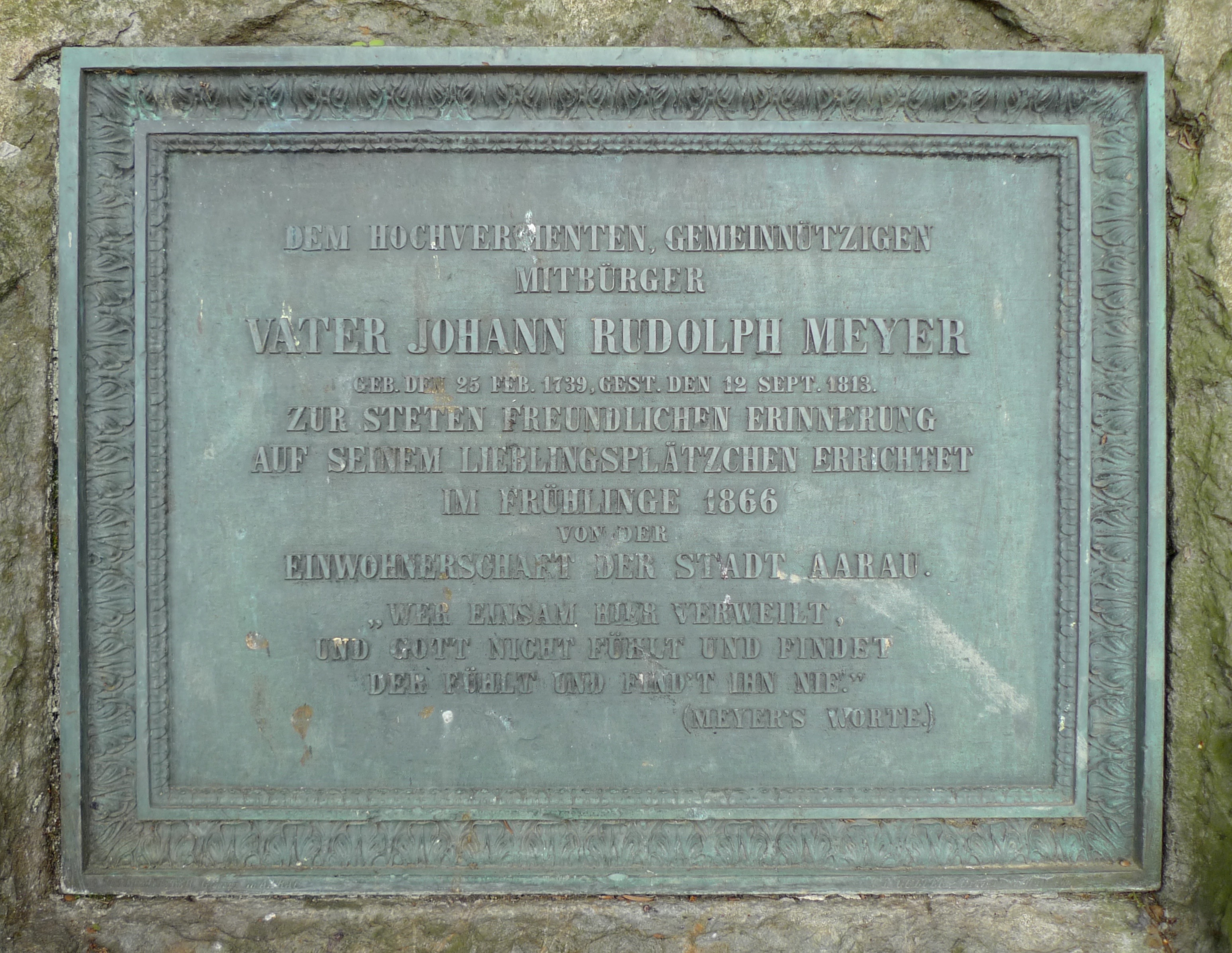
Gedenkstein am Hungerberg (1866).

1815 erschien eine Biografie Meyers, in welcher der deutschnationale Kantonsschulrektor Ernst August Evers den Verstorbenen zum Tugendhelden stilisierte. Was nicht den Idealvorstellungen der Restaurationszeit entsprach, liess er weg. Meyers Kinder erwähnte er mit keinem Wort. Dagegen ist auf dem 1866 errichteten Gedenkstein am Hungerberg bei Aarau (siehe Abbildung) ein deistisch gefärbtes Zitat zu lesen. Die Brüder Hasler schönten das 1871 veröffentlichte Porträt gegenüber dem Original von Reinhart. Im Imaginären endet der 1996 erschienene Comic von Gloor und Kirchhofer über Meyer und dessen Ältesten. Als dann 2011 das wahre Schicksal von Johann Rudolf Meyer Sohn bekannt wurde, erwies es sich – auch ohne Auftritt eines Ungeheuers – als ähnlich spektakulär wie das von den Autoren erfundene …